# Nándor Hidegkuti
Nándor Hidegkuti (Budapest, 3 marzo 1922 – Budapest, 14 febbraio 2002) è stato un calciatore e allenatore di calcio ungherese, di ruolo interno destro o centravanti arretrato.

## Carriera
Una delle stelle dell'Aranycsapat degli anni cinquanta, è stato colui che ha rivoluzionato il ruolo del centravanti giocando come un centravanti arretrato in un'evoluzione del sistema noto come "MM", una novità per l'epoca, contribuendo a rendere la Nazionale ungherese una delle formazioni più temute della storia. Calciatore intelligente, sapeva adattarsi in ogni ruolo del reparto offensivo. Inizialmente usato come ala, viene in seguito schierato come interno d'attacco, sia come centrocampista avanzato (trequartista) sia come centravanti arretrato (seconda punta), ruolo per il quale divenne famoso.

### Giocatore
Nasce a Budapest in una famiglia di classe media. Da piccolo inizia le prime "esperienze calcistiche" con delle calze arrotolate.
Entrò nel mondo del calcio a 12 anni, nel 1934 nella squadra dell'Újlaki FC di Budapest. A 16 anni riesce a raggiungere la prima squadra e contemporaneamente entra a lavorare in una società elettrica come operaio. Nel 1940 passa al Gázművek, società di seconda divisione, quindi si trasferisce all'Elektromos nel 1943 e infine passa all'Herminamezei nel 1945. Nel 1945 esordisce in Nazionale: il 30 settembre è autore addirittura di una doppietta nella sua prima gara contro la Romania.
Solo in seguito firma per l'MTK Budapest, squadra nella quale rimane per il resto della carriera. Da quando l'URSS rafforza la sua influenza in Ungheria, nel 1949, l'MTK cambia diversi nomi (Textiles, Bástya e Vörös Lobogó) ritornando alla denominazione originale solo dopo la rivoluzione ungherese.

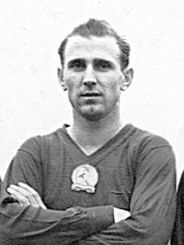
Hidegkuti nel 1953, colonna portante dellAranycsapat

Titolare in nazionale dal 1947, fu autore di una rete in semifinale alle Olimpiadi di Helsinki del 1952 che videro i magiari conquistare la medaglia d'oro. Proprio nella prima partita dopo le vittoriose Olimpiadi Hidegkuti trovò il suo nuovo ruolo, abbandonando quello di interno destro nel quale aveva giocato fino ad allora: nella partita contro la Svizzera a Berna, quando erano sotto per 2-0, l'allenatore Sebes lo fa entrare al posto del centravanti titolare "inventando" il ruolo di centravanti arretrato. La squadra cambia volto e ribalta il risultato, che si assesta sul 4-2. Il nuovo ruolo di Hidegkuti, che gravita nella trequarti fra centrocampo e attacco, mette in crisi le difese avversarie. Conferma di ciò si ha addirittura contro i maestri inglesi, il 25 novembre 1953, con la prima, storica vittoria di una squadra non britannica a Wembley. I maestri sono addirittura umiliati per 6-3 dall'Ungheria di Ferenc Puskás e compagni, con Hidegkuti autore di una tripletta. Ai successivi mondiali del 1954 segna 4 reti in altrettante gare, con una doppietta nella gara del primo turno contro la Germania Ovest, che tuttavia si riprenderà la rivincita sui magiari in finale.
Dopo la rivoluzione ungherese del 1956, contrariamente a molti suoi compagni, rimane a giocare in patria all'MTK con cui conquisterà il suo terzo titolo personale nel 1958, anno in cui chiude la carriera, dopo quelli del 1951 e del 1953.
L'uscita dell'Ungheria dai mondiali del 1958 non segna solo la fine della sua carriera internazionale ma anche di quella con i club: il suo bottino è di 69 partite e 39 reti in maglia della nazionale. In campionato invece ha segnato ben 265 reti in 381 incontri fra il 1942 e il 1958, figurando fra i migliori 10 cannonieri ungheresi di tutti i tempi, sebbene non abbia mai vinto una classifica marcatori.

### Allenatore

Hidegkuti alla guida della Fiorentina, fra Giuliano Sarti e Aurelio Milani

Intrapresa la carriera di allenatore, dopo una breve esperienza iniziale in patria ha guidato la Fiorentina alla vittoria in Coppa delle Coppe 1960-1961, Coppa Italia e Coppa delle Alpi. Ha poi condotto il club gigliato alla finale di Coppa delle Coppe 1961-1962, non riuscendo tuttavia a bissare il successo dell'annata precedente. In Italia ha
anche guidato il Mantova.
In patria nel 1963 ha vinto lo scudetto con il Győri ETO e la Magyar Kupa (Coppa d'Ungheria) nel 1965. Con l'MTK Budapest ha trionfato nuovamente in Coppa d'Ungheria nel 1968.
Ha allenato per diversi anni in Egitto alla guida dell'Al-Ahly, diventando uno dei manager più vincenti della storia del Paese con cinque campionati in sei anni e un successo nella coppa nazionale.
Dopo aver sofferto per alcuni problemi al cuore, è morto nel 2002, poco prima del suo ottantesimo compleanno. L'MTK, in suo onore, gli ha intitolato il proprio stadio.

## Statistiche

### Statistiche da allenatore
In grassetto le competizioni vinte.
| Stagione                  | Squadra                   | Campionato                | Campionato | Campionato | Campionato | Campionato | Coppe nazionali | Coppe nazionali | Coppe nazionali | Coppe nazionali | Coppe nazionali | Coppe continentali | Coppe continentali | Coppe continentali | Coppe continentali | Coppe continentali | Altre coppe | Altre coppe | Altre coppe | Altre coppe | Altre coppe | Totale | Totale | Totale | Totale | Vittorie % | Piazzamento             |
| Stagione                  | Squadra                   | Comp                      | G          | V          | N          | P          | Comp            | G               | V               | N               | P               | Comp               | G                  | V                  | N                  | P                  | Comp        | G           | V           | N           | P           | G      | V      | N      | P      | %          | Piazzamento             |
| ------------------------- | ------------------------- | ------------------------- | ---------- | ---------- | ---------- | ---------- | --------------- | --------------- | --------------- | --------------- | --------------- | ------------------ | ------------------ | ------------------ | ------------------ | ------------------ | ----------- | ----------- | ----------- | ----------- | ----------- | ------ | ------ | ------ | ------ | ---------- | ----------------------- |
| 1959-1960                 | MTK Budapest              | NBI                       | 26         | 10         | 9          | 7          | -               | -               | -               | -               | -               | -                  | -                  | -                  | -                  | -                  | -           | -           | -           | -           | -           | 26     | 10     | 9      | 7      | 38,46      | 4º                      |
| ott. 1960-1961            | Fiorentina                | A                         | 29         | 10         | 10         | 9          | CI              | 4               | 4               | 0               | 0               | CdC                | 6                  | 5                  | 0                  | 1                  | -           | -           | -           | -           | -           | 39     | 19     | 10     | 10     | 48,72      | Subentrato, 7º          |
| 1961-1962                 | Fiorentina                | A                         | 34         | 19         | 8          | 7          | CI              | 2               | 1               | 0               | 1               | CdC                | 8                  | 5                  | 1                  | 2                  | -           | -           | -           | -           | -           | 44     | 25     | 9      | 10     | 56,82      | 3º                      |
| Totale Fiorentina         | Totale Fiorentina         | Totale Fiorentina         | 63         | 29         | 18         | 16         |                 | 6               | 5               | 0               | 1               |                    | 14                 | 10                 | 1                  | 3                  |             | -           | -           | -           | -           | 83     | 44     | 19     | 20     | 53,01      |                         |
| 1962-1963                 | Mantova                   | A                         | 34         | 8          | 14         | 12         | CI              | 1               | 0               | 1               | 0               | -                  | -                  | -                  | -                  | -                  | -           | -           | -           | -           | -           | 35     | 8      | 15     | 12     | 22,86      | 13º                     |
| 1963                      | Győri ETO                 | NBI                       | 13         | 6          | 5          | 2          | -               | -               | -               | -               | -               | -                  | -                  | -                  | -                  | -                  | -           | -           | -           | -           | -           | 13     | 6      | 5      | 2      | 46,15      | 1º                      |
| 1964                      | Győri ETO                 | NBI                       | 26         | 12         | 9          | 5          | MK              | 8               | 7               | 0               | 1               | CC                 | 8                  | 4                  | 1                  | 3                  | -           | -           | -           | -           | -           | 42     | 23     | 10     | 9      | 54,76      | 4º                      |
| 1965                      | Győri ETO                 | NBI                       | 26         | 12         | 6          | 8          | MK              | 8               | 8               | 0               | 0               | -                  | -                  | -                  | -                  | -                  | -           | -           | -           | -           | -           | 34     | 20     | 6      | 8      | 58,82      | 5º                      |
| Totale Győri ETO          | Totale Győri ETO          | Totale Győri ETO          | 65         | 30         | 20         | 15         |                 | 16              | 15              | 0               | 1               |                    | 8                  | 4                  | 1                  | 3                  |             | -           | -           | -           | -           | 89     | 49     | 21     | 19     | 55,06      |                         |
| 1966                      | Tatabánya                 | NBI                       | 26         | 12         | 8          | 6          | -               | -               | -               | -               | -               | -                  | -                  | -                  | -                  | -                  | -           | -           | -           | -           | -           | 26     | 12     | 8      | 6      | 46,15      | 3º                      |
| 1967                      | MTK Budapest              | NBI                       | 30         | 7          | 11         | 12         | -               | -               | -               | -               | -               | -                  | -                  | -                  | -                  | -                  | -           | -           | -           | -           | -           | 26     | 10     | 9      | 7      | 38,46      | 10º                     |
| 1968                      | MTK Budapest              | NBI                       | 30         | 7          | 11         | 12         | MK              | 3+              | 3+              | 0+              | 0               | -                  | -                  | -                  | -                  | -                  | -           | -           | -           | -           | -           | 33     | 10     | 11     | 12     | 30,30      | 11º                     |
| Totale MTK                | Totale MTK                | Totale MTK                | 86         | 24         | 31         | 31         |                 | 3+              | 3+              | 0+              | 0+              |                    | -                  | -                  | -                  | -                  |             | -           | -           | -           | -           | 89     | 27     | 31     | 31     | 30,34      |                         |
| 1969                      | Budapest Spartacus        | NBII                      | 34         | 12         | 11         | 11         | -               | -               | -               | -               | -               | -                  | -                  | -                  | -                  | -                  | -           | -           | -           | -           | -           | 34     | 12     | 11     | 11     | 35,29      | 7º                      |
| 1970                      | Budapest Spartacus        | NBII                      | 16         | 7          | 4          | 5          | -               | -               | -               | -               | -               | -                  | -                  | -                  | -                  | -                  | -           | -           | -           | -           | -           | 16     | 7      | 4      | 5      | 43,75      | 2º                      |
| 1970-1971                 | Budapest Spartacus        | NBII                      | 34         | 8          | 12         | 14         | -               | -               | -               | -               | -               | -                  | -                  | -                  | -                  | -                  | -           | -           | -           | -           | -           | 34     | 8      | 12     | 14     | 23,53      | 12º                     |
| Totale Budapest Spartacus | Totale Budapest Spartacus | Totale Budapest Spartacus | 84         | 27         | 28         | 30         |                 | -               | -               | -               | -               |                    | -                  | -                  | -                  | -                  |             | -           | -           | -           | -           | 84     | 27     | 28     | 30     | 32,14      |                         |
| gen.-giu. 1972            | Stal Rzeszów              | IL                        | 13         | 2          | 5          | 6          | -               | -               | -               | -               | -               | -                  | -                  | -                  | -                  | -                  | -           | -           | -           | -           | -           | 13     | 2      | 5      | 6      | 15,38      | Subentrato, 13º (retr.) |
| lug.-dic. 1972            | Stal Rzeszów              | 2L                        | 15         | ?          | ?          | ?          | -               | -               | -               | -               | -               | -                  | -                  | -                  | -                  | -                  | -           | -           | -           | -           | -           | 15     | 0      | 0      | 0      | &0,00      | Esonerato               |
| Totale Stal Rzeszów       | Totale Stal Rzeszów       | Totale Stal Rzeszów       | 28         | 2+         | 5+         | 6+         |                 | -               | -               | -               | -               |                    | -                  | -                  | -                  | -                  |             | -           | -           | -           | -           | 28     | 2      | 5      | 6      | 7,14       |                         |
| 1974-1975                 | Al-Ahly                   | EPL                       | 34         | 26         | 7          | 1          | -               | -               | -               | -               | -               | -                  | -                  | -                  | -                  | -                  | -           | -           | -           | -           | -           | 34     | 26     | 7      | 1      | 76,47      | 1º                      |
| 1975-1976                 | Al-Ahly                   | EPL                       | 23         | 19         | 4          | 0          | CE              | 1+              | 0+              | 0+              | 1               | -                  | -                  | -                  | -                  | -                  | -           | -           | -           | -           | -           | 24     | 19     | 4      | 1      | 79,17      | 1º                      |
| 1976-1977                 | Al-Ahly                   | EPL                       | 28         | 23         | 4          | 1          | -               | -               | -               | -               | -               | CCA+CdCA           | 2+4                | 1+3                | 0+0                | 1+1                | -           | -           | -           | -           | -           | 34     | 27     | 4      | 3      | 79,41      | 1º                      |
| 1977-1978                 | Al-Ahly                   | EPL                       | 26         | 17         | 7          | 2          | CE              | 1+              | 1+              | 0+              | 0               | CCA+CdCA           | 6+2                | 3+0                | 1+2                | 2+0                | -           | -           | -           | -           | -           | 35     | 21     | 10     | 4      | 60,00      | 2º                      |
| 1978-1979                 | Al-Ahly                   | EPL                       | 22         | 14         | 8          | 0          | -               | -               | -               | -               | -               | -                  | -                  | -                  | -                  | -                  | -           | -           | -           | -           | -           | 22     | 14     | 8      | 0      | 63,64      | 1º                      |
| 1979-1980                 | Al-Ahly                   | EPL                       | 30         | 23         | 4          | 3          | -               | -               | -               | -               | -               | -                  | -                  | -                  | -                  | -                  | -           | -           | -           | -           | -           | 30     | 23     | 4      | 3      | 76,67      | 1º                      |
| Totale Al-Ahly            | Totale Al-Ahly            | Totale Al-Ahly            | 163        | 122        | 34         | 7          |                 | 2+              | 1+              | 0+              | 1+              |                    | 14                 | 7                  | 3                  | 4                  |             | -           | -           | -           | -           | 179    | 130    | 37     | 12     | 72,63      |                         |
| 1983-1984                 | Shabab Al-Ahli            | UAEFL                     | 18         | 9          | 7          | 2          | -               | -               | -               | -               | -               | -                  | -                  | -                  | -                  | -                  | -           | -           | -           | -           | -           | 18     | 9      | 7      | 2      | 50,00      | 3º                      |
| Totale carriera           | Totale carriera           | Totale carriera           | 567+       | 263+       | 165+       | 139+       |                 | 28+             | 24+             | 1+              | 3+              |                    | 36                 | 21                 | 5                  | 10                 |             | -           | -           | -           | -           | 631    | 308    | 171    | 152    | 48,81      |                         |

## Palmarès

### Giocatore

#### Club

##### Competizioni nazionali
- Campionato ungherese: 3

MTK: 1951, 1953, 1957-1958

##### Competizioni internazionali
- Coppa Mitropa: 1

Vörös Lobogó: 1955

#### Nazionale
- Oro olimpico: 1

1952
- Coppa Internazionale: 1

1953

#### Individuale
- Capocannoniere della Coppa Mitropa: 1

1955 (9 gol, a pari merito con János Molnár)

### Allenatore

#### Competizioni nazionali
- Coppa Italia: 1

Fiorentina: 1960-1961
- Campionato ungherese: 1

Győri ETO: 1963
- Coppa d'Ungheria: 1

Győri ETO: 1965
- Campionato egiziano: 5

Al-Ahly: 1974-1975, 1975-1976, 1976-1977, 1978-1979, 1979-1980
- Coppa d'Egitto: 1

Al-Ahly: 1977-1978

#### Competizioni internazionali
- Coppa delle Coppe: 1

Fiorentina: 1960-1961
- Coppa delle Alpi: 1

Fiorentina: 1961